# Jerome Pasquall
Jerome „Don“ Pasquall (* 20. September 1902 in Fulton (Kentucky); † 18. Oktober 1971) war ein US-amerikanischer Jazzmusiker (Saxophone, Klarinette).
Pasquall wuchs in St. Louis auf und spielte bereits als Jugendlicher Mellophon in lokalen Brassbands, ebenso 1918 in 10th Cavalry Band während der Ableistung des Militärdienstes. Er wechselte dann zur Klarinette und arbeitete nach seiner Entlassung aus der Armee bei Ed Allen (1919), dann auf Flussdampfern bei Charlie Creath und Fate Marable. In Chicago besuchte er das American Conservatory und war Tenorsaxophonist in Doc Cooks Dreamland Orchestra. 1924 wirkte er bei Aufnahmen von Freddie Keppard in Chicago mit.
Danach setzte er seine Studien am New England Conservatory fort; sein Spitzname „Don“ bezog sich wegen seiner klassischen Ausbildung auf Donizettis Oper Don Pasquale.
1927/28 war Pasquall Altsaxophonist bei Fletcher Henderson (wo er 1927 Don Redman ersetzte und in der Reed section neben Buster Bailey und Coleman Hawkins spielte); anschließend zog er nach Chicago, arbeitete mit einer eigenen Band und spielte mit Freddie Keppard, Dave Peyton, Jabbo Smith (1931), Tiny Parham, Fess Williams und in der Revue Blackbirds of 1934 Revue, mit der er durch Europa tourte. Nach seiner Rückkehr spielte er bei Eddie South, erneut bei Henderson (1936) und bei Noble Sissle (1937–44). Anschließend war er als freischaffender Musiker in New York tätig und spielte noch im Tony Ambrose-Orchestra, bevor er dann die Musikszene allmählich verließ.
Jerome Pasquall war von 1924 bis 1943 an 15 Aufnahmesessions beteiligt. Charlie Holmes und Johnny Hodges hatten Unterricht bei Pasquall.